# Merab Dvalishvili
Merab Dvalishvili (georgiska: მერაბ დვალიშვილი ka), född 10 januari 1991, är en georgisk-amerikansk professionell MMA (mixed martial arts) utövare. Han tävlar för närvarande i bantamviktsdivisionen i Ultimate Fighting Championship (UFC), där han är den nuvarande UFC-mästaren i bantamvikt. Dvalishvili är den första georgiskfödda mästaren i UFC:s historia. Från och med den 1 juli 2025 är han rankad som nummer 3 på UFC:s herrrankning pund-för-pund.. Som fighter upplevs han ibland som kaxig och med stort självförtroende. Ett exempel på det är slutet av den 5e ronden i hans match mot Umar Nurmagomedov vid UFC 311. 
Dvalishvilis UFC-karriär började med två förluster mot Frankie Saenz och Ricky Simón. Sedan dess har han haft en vinstsvit på 13 matcher – den fjärde längsta i UFC:s historia. Under sviten har han bland annat besegrat tidigare mästare, däribland José Aldo, Petr Yan och Henry Cejudo. Den 14 september 2024 vann Dvalishvili UFC:s bantamviktsmästerskap genom en enhällig seger över Sean O'Malley.  Sedan dess har han försvarat titeln två gånger – först via domslut mot Umar Nurmagomedov,  och sedan i en returmatch mot O'Malley, där han besegrade den tidigare mästaren via submission.